# 阿尔科斯-德拉弗龙特拉
阿尔科斯-德拉弗龙特拉（西班牙語：Arcos de la Frontera，西班牙語發音：[ˈaɾkoz ðe la fɾonˈteɾa]）是西班牙安达卢西亚自治区加的斯省的一个镇，位于瓜达莱特河畔，2017年人口30,983人。

## 历史
与加的斯省的大多数地区一样，阿尔科斯自史前时代以来就有人类定居的迹象。考古学家在一些洞穴发现了史前墓葬和岩画。在罗马时代，它被称为；在穆斯林时代，它的名字是“Arkos”，已经成为一个繁荣的城市。
在1755年里斯本大地震的打击下，阿尔科斯的许多教堂受损，城堡遭受了不同程度的下沉。
进入21世纪，阿尔科斯因其“白色村庄”建筑风格、传统的历史文化节日以及优美的自然景观，成为了加的斯省的重要旅游城市。
此外，这里还因葡萄酒产业而闻名。安达卢西亚地区第一个现代红葡萄酒庄在这里成立。

## 图集

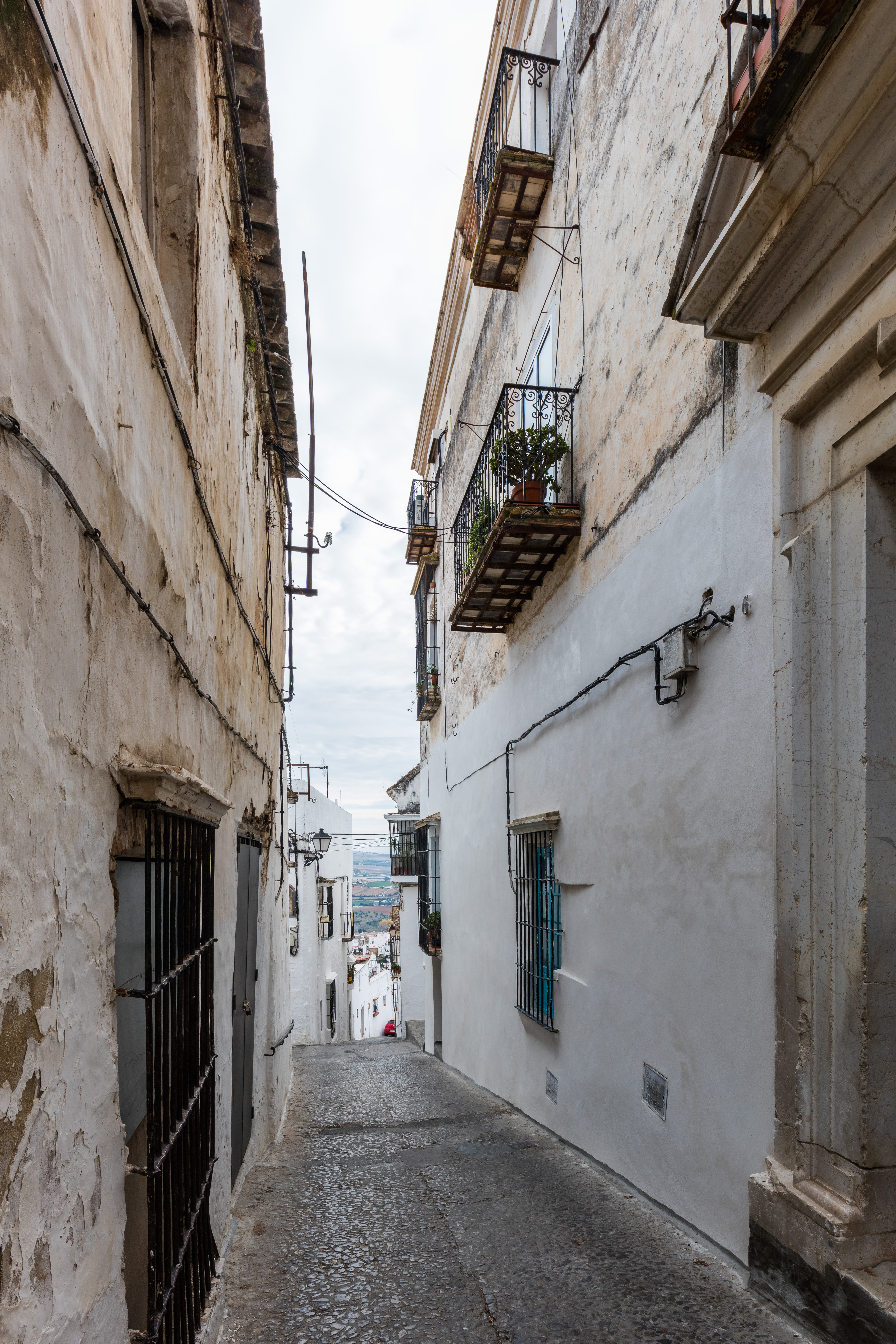
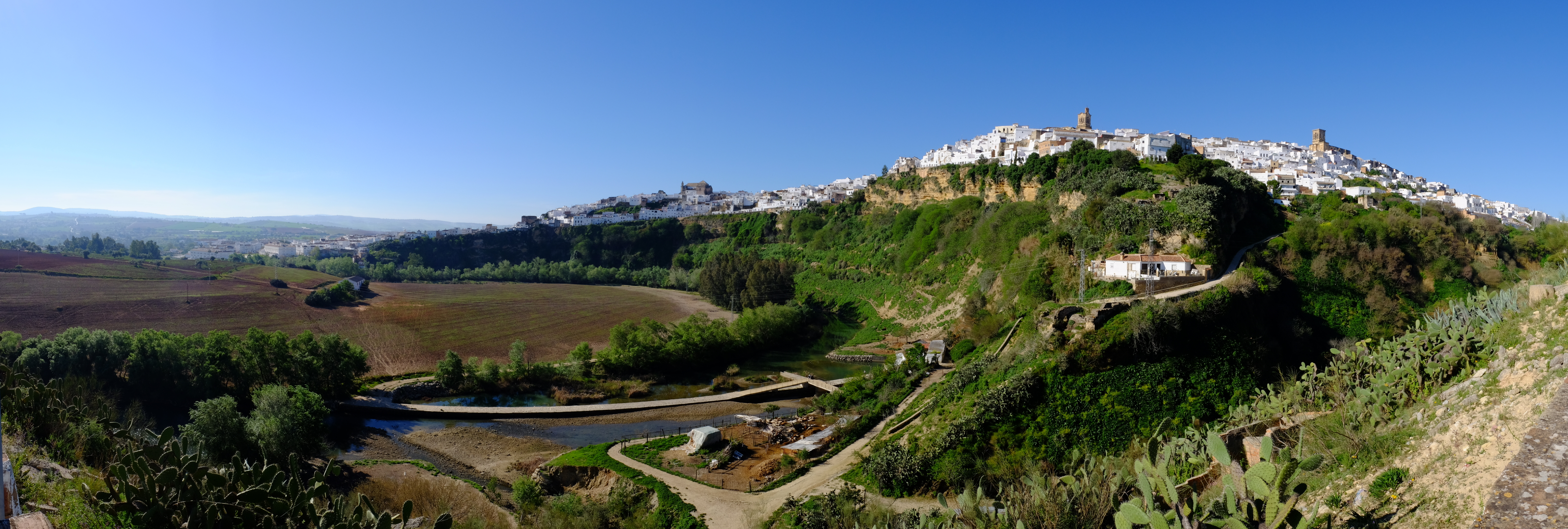
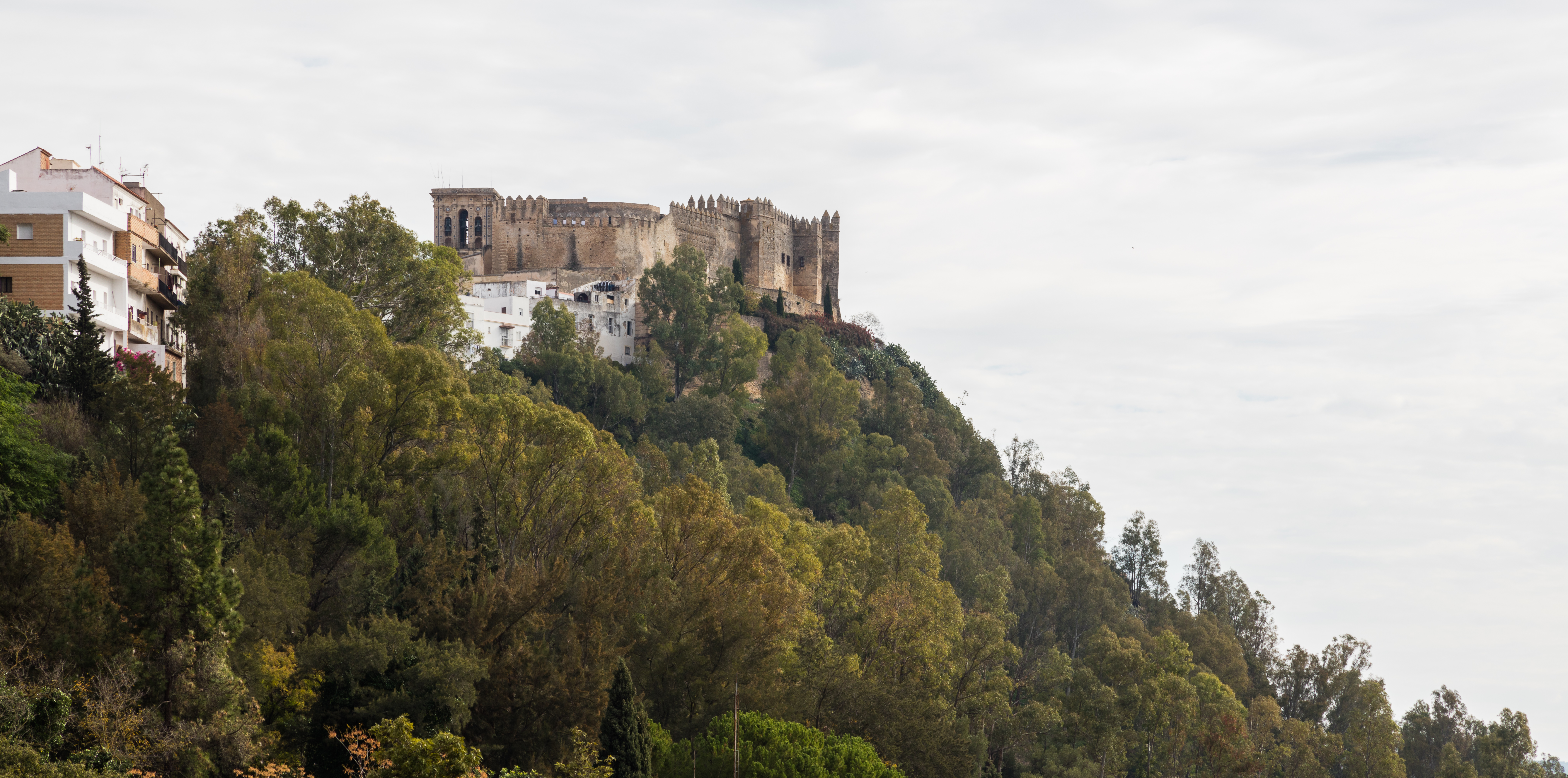
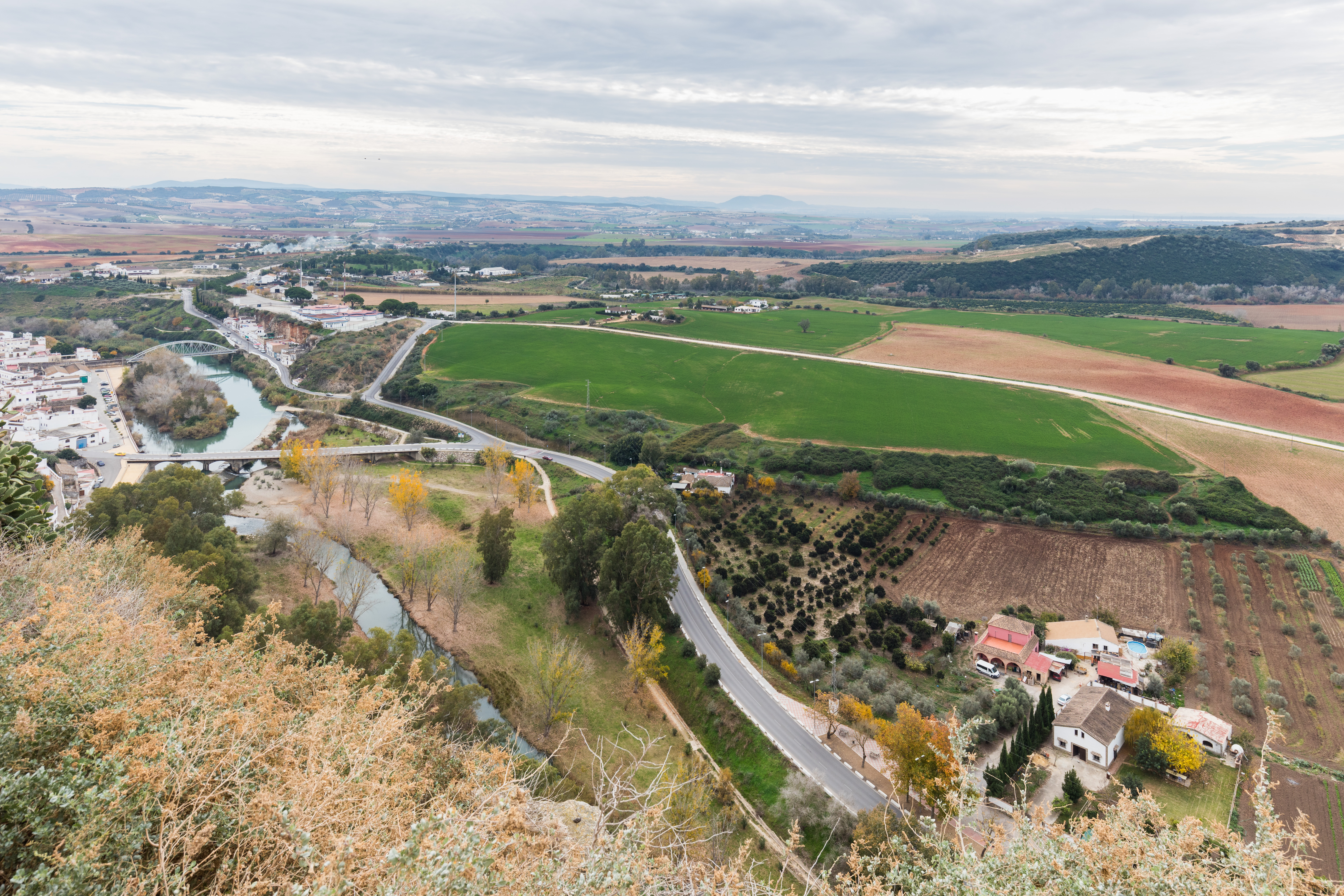
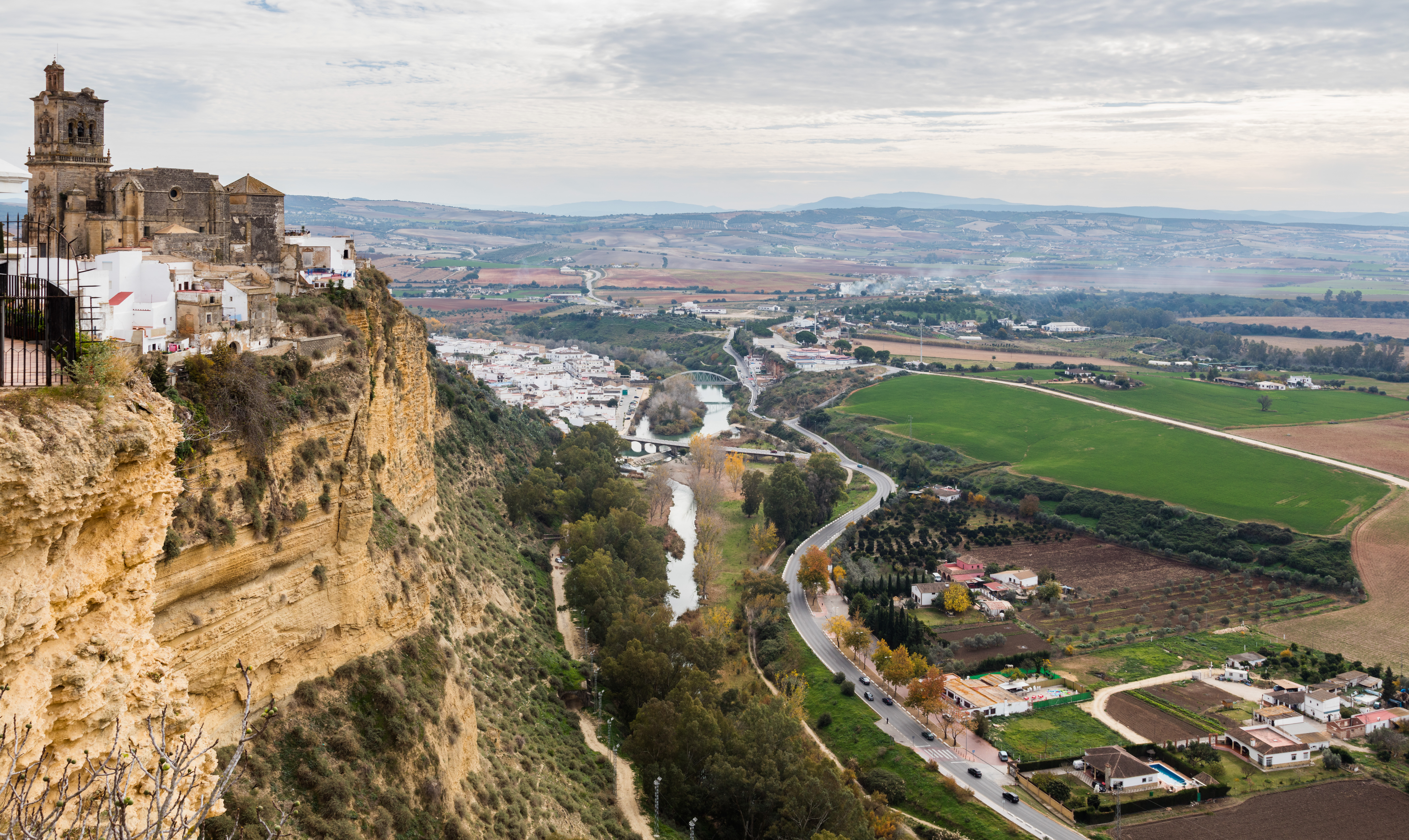
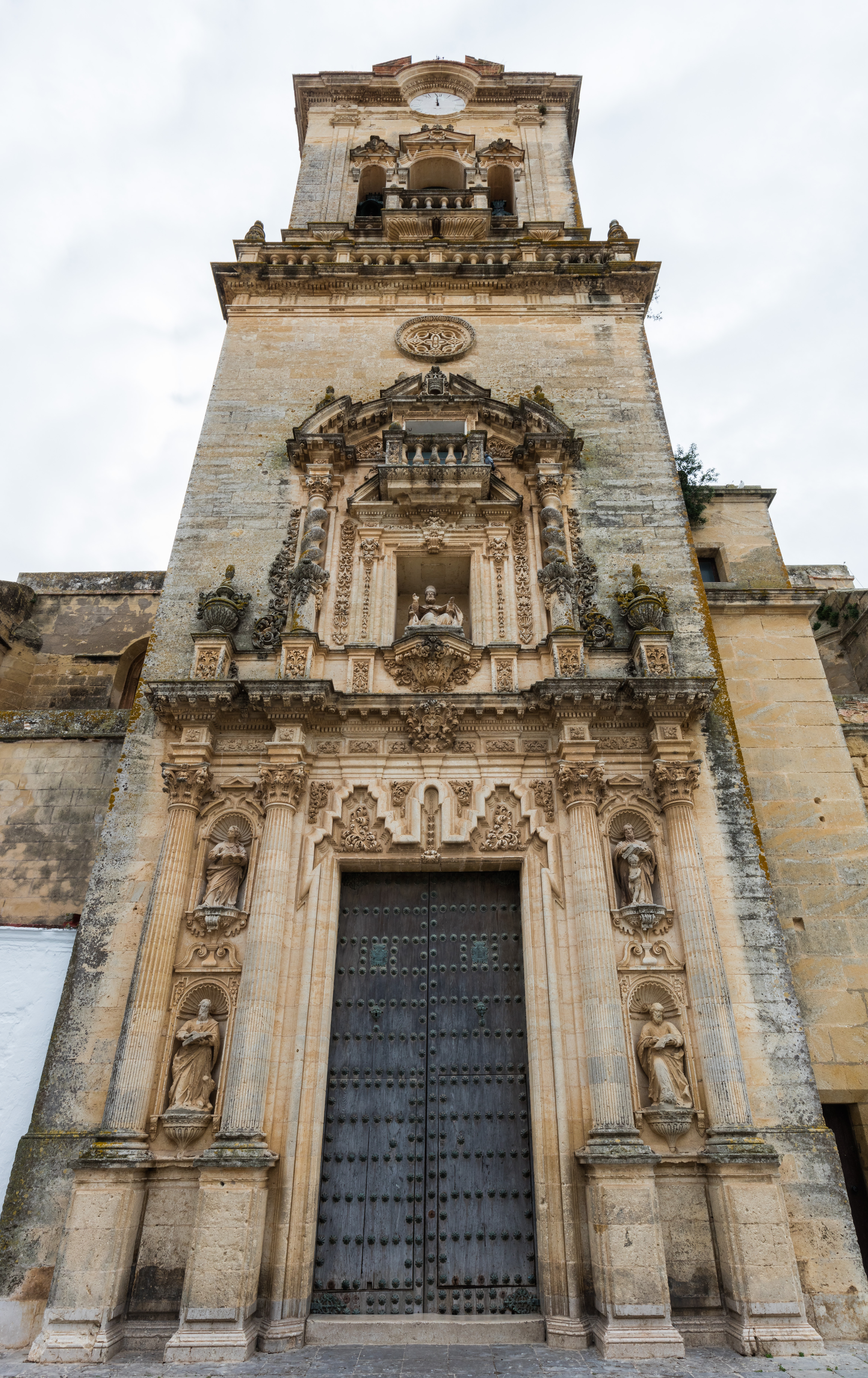

## 人口
| 阿尔科斯-德拉弗龙特拉历史人口变化      |
|                                        |
| 来源：西班牙国家统计局；安达卢西亚政府 |